# Siberion
Siberion lenaicus
Genre
Espèce
Siberion est un genre de lobopodiens du Cambrien inférieur du biote de Sinsk (en) (Est du craton sibérien, en Russie). L'espèce liée est Siberion lenaicus.

## Présentation
Son anatomie, notamment l'organe en forme de proboscis dépassant à l'avant et la première paire proéminente d'appendices de préhension, suggère que les xénusiens comme cet organisme peuvent avoir été phylogénétiquement liés à des anomalocarides (en) comme Anomalocaris.